# A Trip to Tuskegee
A Trip to Tuskegee er en amerikansk stumfilm fra 1909.